# Associazione Calcio Prato 1937-1938
Questa voce raccoglie le informazioni riguardanti l'Associazione Calcio Prato nelle competizioni ufficiali della stagione 1937-1938.

## Rosa
| N. |                   | Ruolo | Calciatore            |
| -- | ----------------- | ----- | --------------------- |
|    | Italia (bandiera) | C     | Rolando Bardazzi      |
|    | Italia (bandiera) | C     | Edgardo Bassi         |
|    | Italia (bandiera) |       | Orlando Cafissi       |
|    | Italia (bandiera) |       | Gino Caramelli        |
|    | Italia (bandiera) |       | Dante Carboncini      |
|    | Italia (bandiera) | C     | Corrado Casalini      |
|    | Italia (bandiera) | C     | Ottorino Dugini       |
|    | Italia (bandiera) |       | Alfredo Lippi         |
|    | Italia (bandiera) | A     | Giovacchino Magherini |

| N. |                   | Ruolo | Calciatore         |
| -- | ----------------- | ----- | ------------------ |
|    | Italia (bandiera) |       | Ruggero Marianetti |
|    | Italia (bandiera) | A     | Mario Meucci       |
|    | Italia (bandiera) |       | Walter Piccioli    |
|    | Italia (bandiera) |       | Vittorio Poletti   |
|    | Italia (bandiera) | C     | Gino Pucci         |
|    | Italia (bandiera) | C     | Bruno Ricci        |
|    | Italia (bandiera) |       | Urbino Tempestini  |
|    | Italia (bandiera) |       | Alvaro Terrazzi    |
|    | Italia (bandiera) |       | Angelo Villoresi   |